# Paul-Eerik Rummo
Paul-Eerik Rummo (né le 19 janvier 1942 à Tallinn en Estonie occupée par l'Allemagne nazie) est un écrivain et homme politique estonien.

## Biographie
Il est le fils de l’écrivain Paul Rummo. De 1992 à 1994, il a été ministre de la Culture et de l’Éducation.
Il est marié avec l’écrivaine et l'actrice Viiu Härm.

## Écrits
- "Ankruhiivaja" (1962)
- "Tule ikka mu rõõmude juurde" (1964)
- "Lumevalgus...lumepimedus" (1966; Loomingu Raamatukogu
- "Luulet 1960–1967" (valikkogu, 1968)
- "Tuhkatriinumäng" (näidend, 1969)
- "Saatja aadress" (1972, levis omakirjastuslikult)
- "Lugemik-lugemiki" (lasteraamat, 1974)
- "Kokku kolm juttu" (lasteraamat, 1974)
- "Kass! Kass! Kass!" (näidend, 1981)
- "Saatja aadress ja teised luuletused 1968–1972" (1989)
- "Ajapinde ajab" (1985)
- "Oo et sädemeid kiljuks mu hing" (valikkogu, 1985)
- "Kõrgemad kõrvad" (1985)
- "Luuletused" (1999)
- "Kohvikumuusikat" (2001)
- "Vannituba" (2004)
- "Kogutud luule" (2005)

### Traductions
- "Antillide luulet" (1966)
- "Piimmetsa vilus" (Dylan Thomas, 1970)
- "Surmad ja sisenemised" (Dylan Thomas, 1972)
- "Me pommitasime New Havenit" (Joseph Heller, 1973)
- "Charlotte koob võrku" (Elwyn Brooks White, 1979)
- "Luuletusi ja poeeme" (Alexandre Pouchkine, 1977)
- "Näidendid ja lühiproosa" (Alexandre Vampilov, 1978)
- "Omadega puntras" (Ronald David Laing, 1978)
- "Aastad" (Tuomas Anhava, 1981)
- värsside tõlge (Lennart Meri, 1984)
- "Ajalaevad" (Stephen Baxter, 1997)
- "Ahermaa ja teisi luuletusi" (Thomas Stearns Eliot, 1999)
- "Puškin armastusest" (Alexandre Pouchkine, 2001)
- "Valitud luuletused" (Alexandre Pouchkine, 2003)

## Prix et récompenses
- Prix de poésie Juhan Liiv, 1966
- Écrivain honoré de la RSS d'Estonie, 1986
- Ordre du Blason national d'Estonie, 2001
- Prix littéraire de la Fondation culturelle d'Estonie, 2005
- Ordre de l'Étoile blanche d'Estonie de 2e classe, 2006
- Ordre royal de l'Étoile polaire, 2007

### Sources
1. ↑  (en) « Paul-Eerik Rummo », Estonian Literature Centre (consulté le 16 septembre 2016)
2. ↑  (et) « Paar: Viiu Härm ja Paul-Eerik Rummo - Anne & Stiil », sur annestiil.delfi.ee, 6 décembre 2005 (consulté le 13 avril 2021).

- (en) Cet article est partiellement ou en totalité issu de l’article de Wikipédia en anglais intitulé « Paul-Eerik Rummo » (voir la liste des auteurs).